# 山梨城
山梨城（やまなしじょう）、または月見里城（やまなしじょう）は、千葉県四街道市山梨にあった日本の城。

## 概要
山梨城は、山梨地区の妙見神社（天之御中主神社）の一帯にあり、臼井氏の一族である山梨氏が拠ったと考えられている。「千学集抜粋」にも、天文19年（1550年）に行われた妙見宮の遷宮の際、千葉親胤の参詣に従った臼井の一門の中に吉岡氏、山梨氏、蕨氏が挙げられている。
山梨氏の記録としては、「千葉実録」に馬加康胤の家臣として山梨左衛門がいたとある。15世紀はじめころの人物である。
また、千葉昌胤が元服するとき、山梨主税介という人物が太刀を捧げて本佐倉城から千葉の妙見宮まで随行したという。時代は16世紀のはじめころで、左衛門の2、3代あとの人物と見られる。
戦国時代中期には、千葉昌胤の三男・政胤が「月見里氏（やまなしうじ）」を称して、当城に居城したと伝わっている。

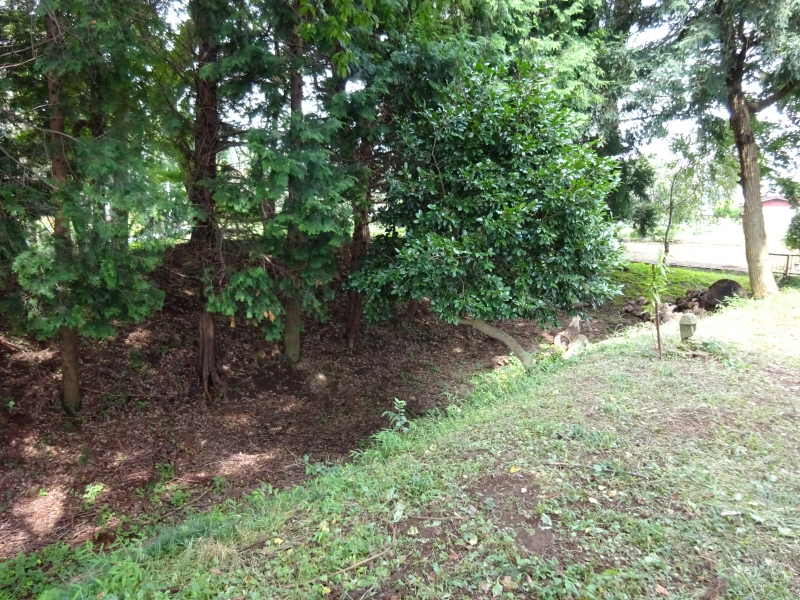
空堀
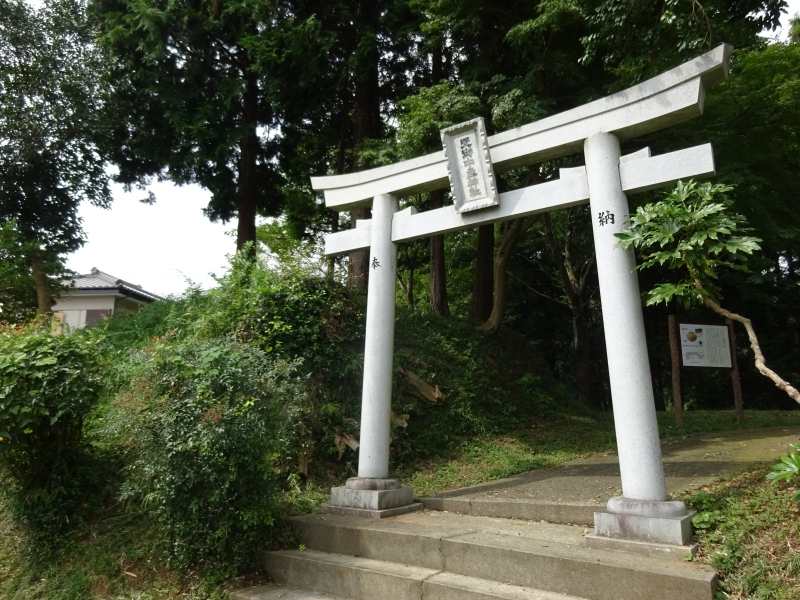
妙見神社と土塁

## アクセス
- 四街道駅からみそら団地行き千葉内陸バス　旭農協下車　徒歩8分

## 備考
- 江戸時代に幕府の御用牧である小金牧を管理する牧士の頭「野馬奉行」を世襲した綿貫氏は、山梨城主月見里氏の末裔という由緒を称している[6]。